# والي أوكونور
والي أوكونور (بالإنجليزية: Wally O'Connor)‏ هو سباح ولاعب كرة الماء أمريكي، ولد في 25 أغسطس 1903 في ماديرا في الولايات المتحدة، وتوفي في 11 أكتوبر 1950 في West Los Angeles ‏ في الولايات المتحدة.

## وصلات خارجية
- والي أوكونور على موقع الاتحاد الدولي للسباحة (الإنجليزية)
- والي أوكونور على موقع قاعة مشاهير السباحة العالمية (الإنجليزية)
- والي أوكونور على موقع قاعة مشاهير السباحة الأمريكية (الإنجليزية)
- والي أوكونور على موقع اللجنة الأولمبية الدولية (الإنجليزية)
- والي أوكونور على موقع أوليمبيديا (الإنجليزية)